# Temska
Temska (en serbe cyrillique : Темска) est un village de Serbie situé dans la municipalité de Pirot, district de Pirot. Au recensement de 2011, il comptait 707 habitants.
Le village est célèbre pour le monastère Saint-Georges. Il est situé sur les bords de la Temštica, peu avant que cette rivière se jette dans la Nišava.

## Démographie

### Évolution historique de la population
| 1948  | 1953  | 1961  | 1971  | 1981  | 1991  | 2002 | 2011 |
| ----- | ----- | ----- | ----- | ----- | ----- | ---- | ---- |
| 2 244 | 2 224 | 2 029 | 1 736 | 1 435 | 1 162 | 908  | 707  |

|  |